# Periplaneta bicolor
Periplaneta bicolor es una especie de cucaracha perteneciente al género Periplaneta, categorizada en la familia Blattidae, orden Blattodea.

Fue descrita por primera vez en 1908 por Shelford. Aparece registrada y publicada en una sección de New species of Blattidae in the collection of the Deutsche Entomologische National-Museum. (Orthopt.). Dtsch. ent. Zs., p. 115–131 de 1908.
Un ejemplar de la especie se conserva en el Museo Nacional de Historia Natural de Francia.

## Distribución
La especie se distribuye por África, en Zaire.